# Barrio Nuevo, Puebla
Barrio Nuevo är en ort i Mexiko.   Den ligger i kommunen Quimixtlán och delstaten Puebla, i den sydöstra delen av landet, 220 km öster om huvudstaden Mexico City. Barrio Nuevo ligger 2 009 meter över havet och antalet invånare är 138.
Terrängen runt Barrio Nuevo är kuperad åt sydost, men åt nordväst är den bergig. Barrio Nuevo ligger uppe på en höjd. Runt Barrio Nuevo är det ganska glesbefolkat, med 38 invånare per kvadratkilometer. Närmaste större samhälle är Huatusco de Chicuellar, 16,9 km sydost om Barrio Nuevo. I omgivningarna runt Barrio Nuevo växer i huvudsak städsegrön lövskog.